# Papegojamarant
Papegojamarant (Amaranthus tricolor ) är en amarantväxtart som beskrevs av Carl von Linné. Papegojamaranten ingår i släktet amaranter, och familjen amarantväxter. Inga underarter finns listade i Catalogue of Life.

## Bildgalleri

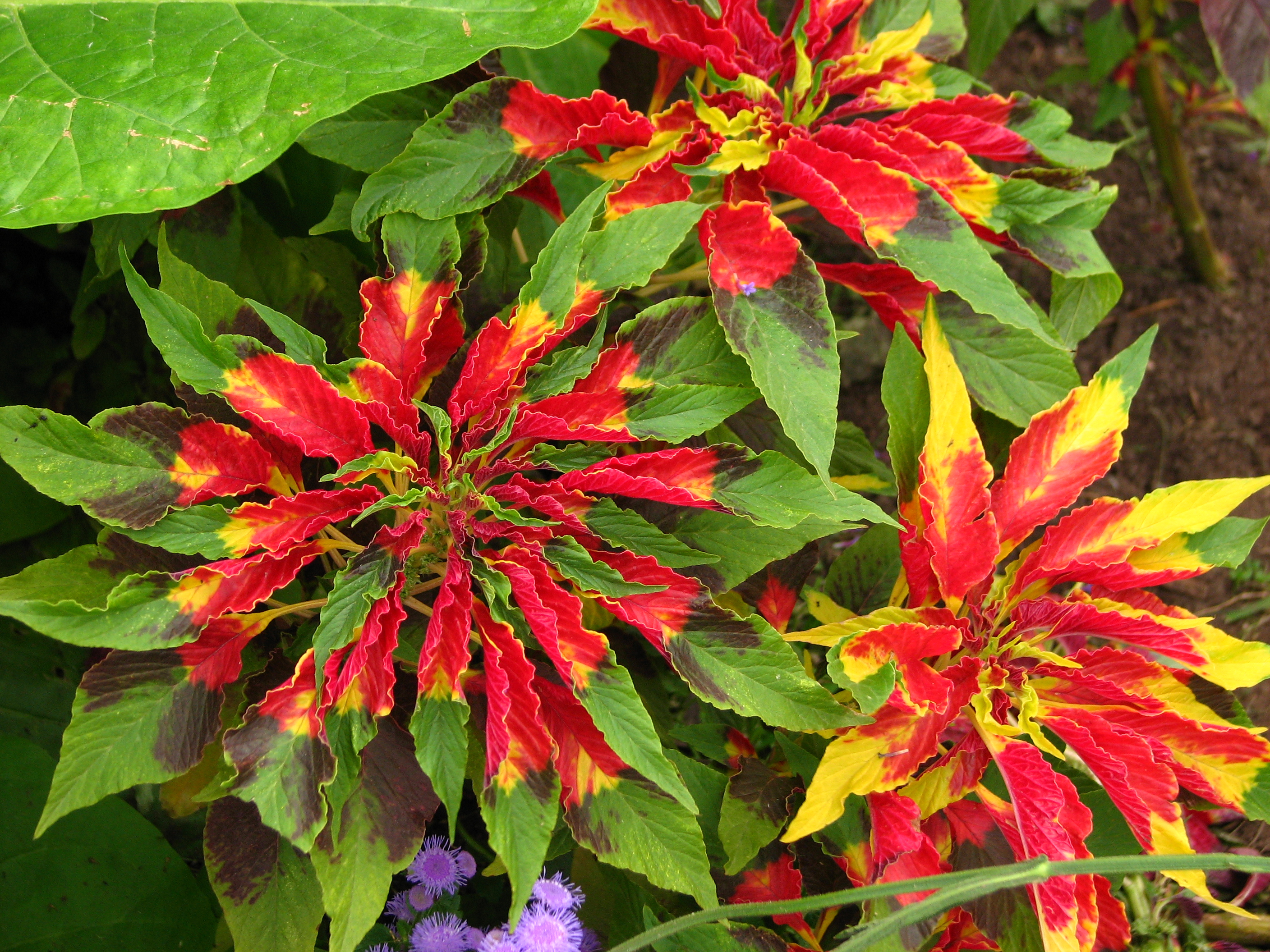
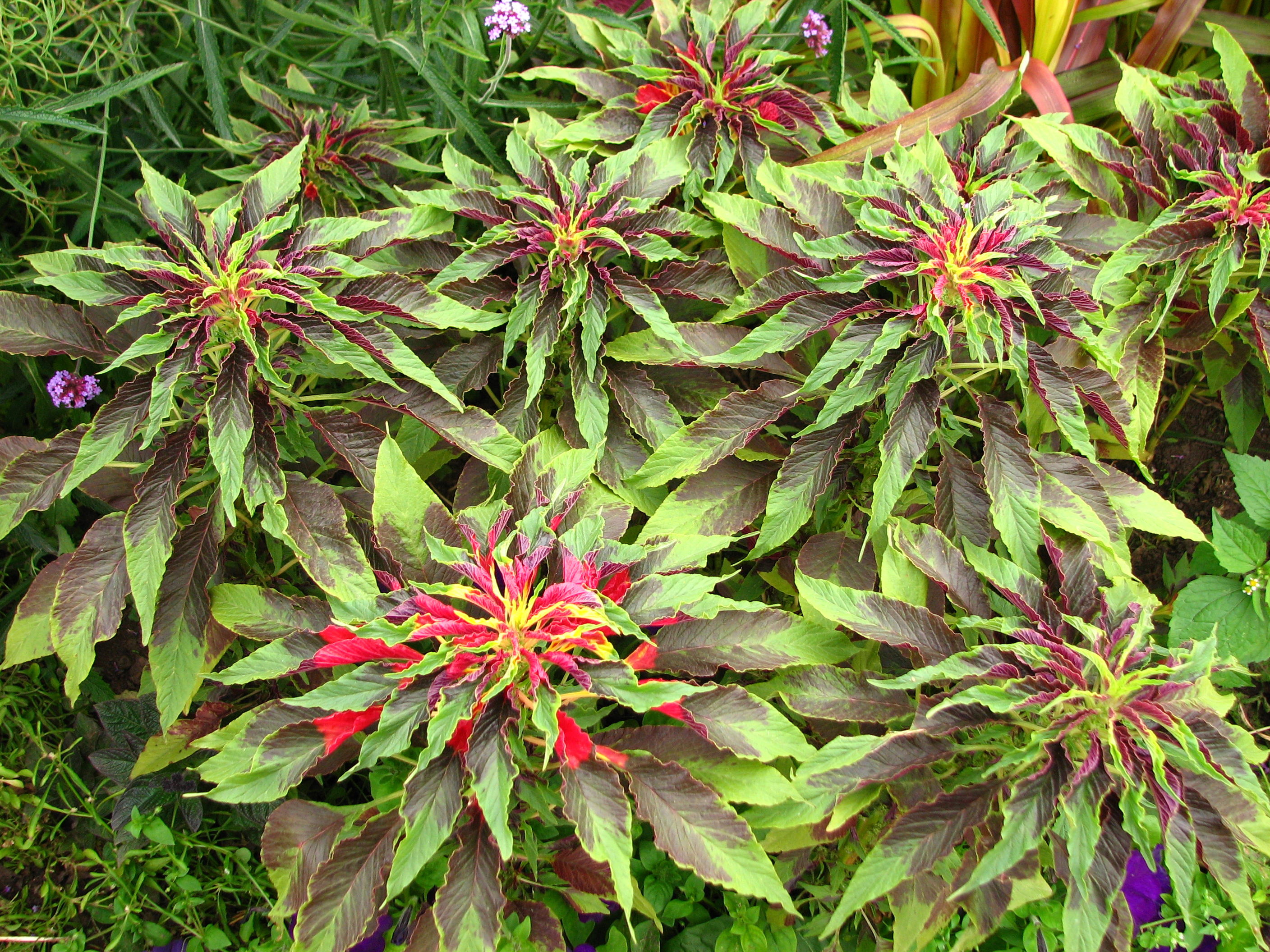
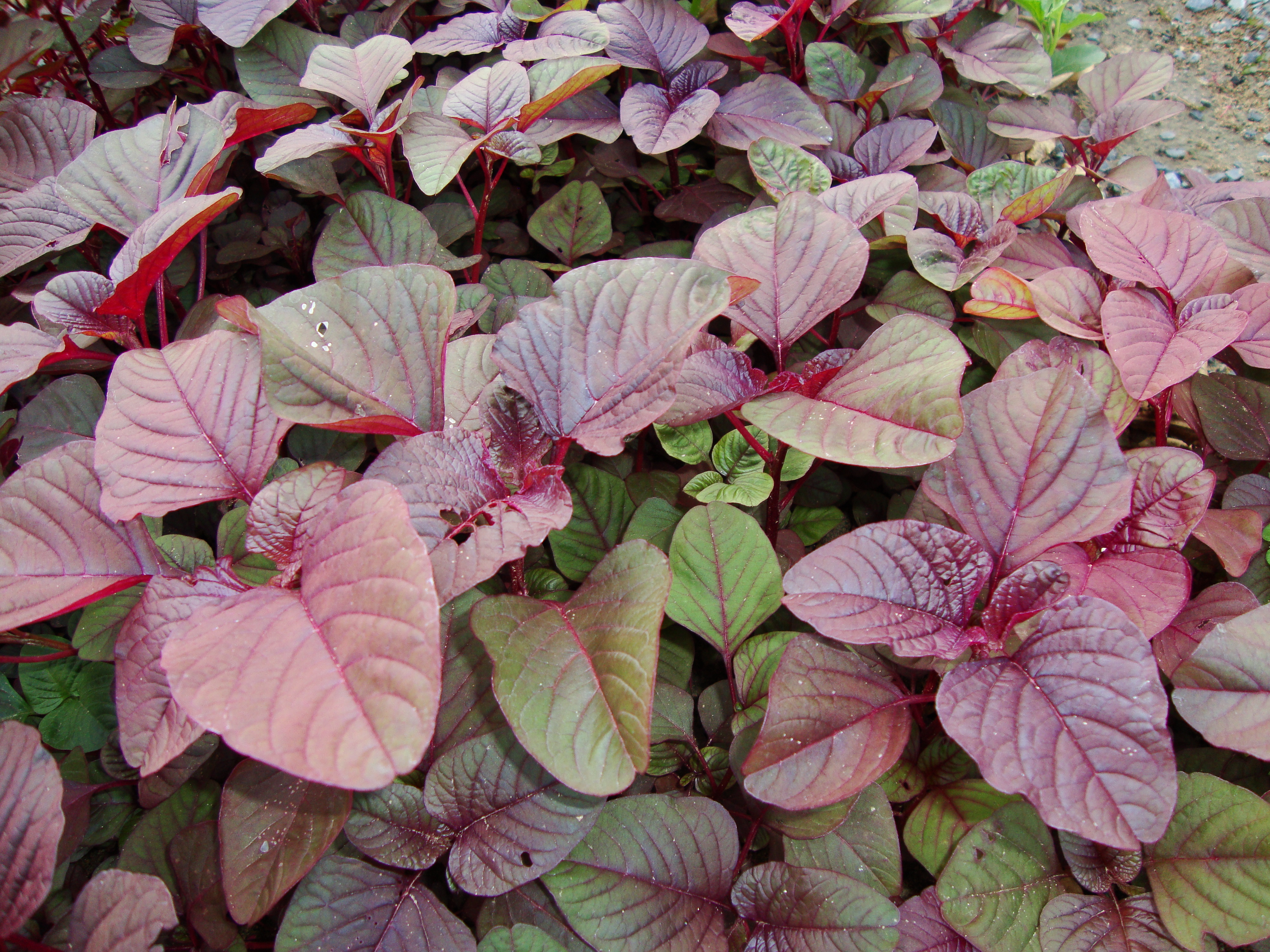
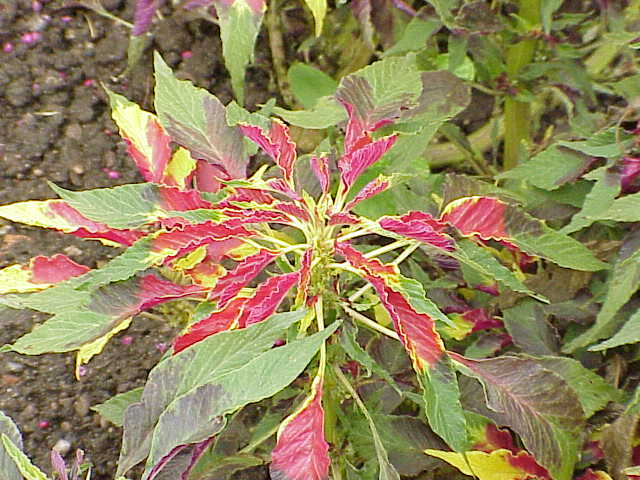
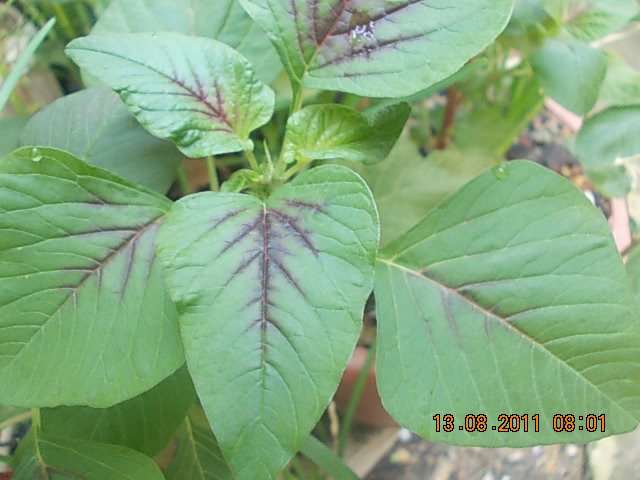
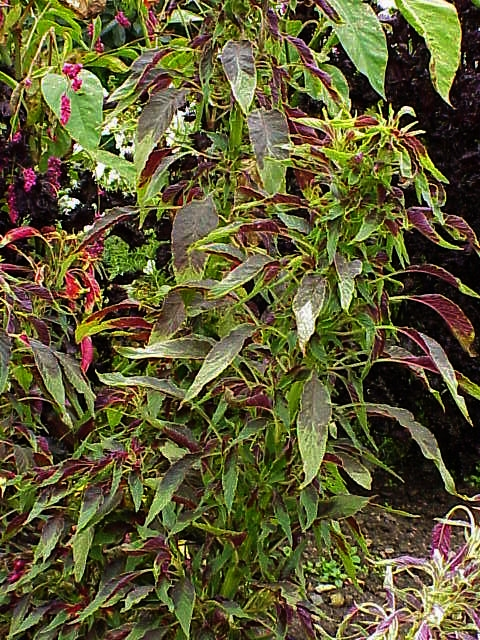